# Charki (leśniczówka w sielsowiecie Ilja)
Charki (biał. Харкі; ros. Харки) – dawna leśniczówka. Tereny, na których leżała, znajdują się obecnie na Białorusi, w obwodzie mińskim, w rejonie wilejskim, w sielsowiecie Ilja.

## Historia
W czasach zaborów leśniczówka w gminie Serwecz, w powiecie wilejskim, w guberni wileńskiej Imperium Rosyjskiego.
W latach 1921–1945 leśniczówka leżała w Polsce, w województwie wileńskim, w powiecie wilejskim, w gminie Dołhinów.
Powszechny Spis Ludności z 1921 roku nie podał danych dotyczących miejscowości. W 1931 w 1 domu zamieszkiwało 10 osób.
Wierni należeli do parafii rzymskokatolickiej Olkowiczach i prawosławnej w Dołhinowie. Miejscowość podlegała pod Sąd Grodzki w Dołhinowie i Okręgowy w Wilnie; właściwy urząd pocztowy mieścił się w Olkiewiczach.